# جوش هوليداي
جوش هوليداي (بالإنجليزية: Josh Holliday)‏ هو لاعب كرة قاعدة أمريكي، ولد في 14 سبتمبر 1976 في ميسا في الولايات المتحدة.